# Moše Capsali
Moše Capsali (asi 1420, Kréta – asi 1495, Istanbul) byl hlavní rabín Istanbulu.

## Životopis
Mose Capsali studoval u svého otce na Krétě a poté pokračoval ve studiu v Itálii a Německu. Přibližně od roku 1445 působil jako rabín v Konstantinopoli a to i po dobytí města v roce 1453. Capsali byl uznáván jako duchovní i komunitní vůdce a sultán Mehmed II. ho, spolu s muftím a křesťanským patricharchou, povolal jako rádce. V úřadu zůstal až do své smrti.